# Cyclodinus salinus
Cyclodinus salinus é uma espécie de insetos coleópteros polífagos pertencente à família Anthicidae.
A autoridade científica da espécie é Crotch, tendo sido descrita no ano de 1866.
Trata-se de uma espécie presente no território português.